# Roskilde Festival 2001
Roskilde Festivalen blev i 2001 afholdt fra den 24. juni til den 1. juli. Canopyscenen, der blev indkøbt i 1977, blev udskiftet med en nyere og større scene. 

## Musikgrupper
- Justin Adams & The Wayward Sheikhs (UK)
- The African Highlife Allstars (GHA)
- Africando (SEN)
- Apocalyptica (FIN)
- Apparat Organ Quartet (ISL)
- Aqua (DK/N)
- Arab Strap (UK)
- The Ark (S)
- Asylum Street Spankers (US)
- Natasha Atlas (EGY/UK)
- Dan Baird og Shaky Ground (UK/DK)
- Barra Head (DK)
- Basement Jaxx (UK)
- Beck (US)
- Big Bad Voodoo Daddy (US)
- Christian Bloch (DK)
- Blue Foundation (DK)
- Bo V (DK)
- Bobby Hughes Experience (N)
- Joe Bonamassa (US)
- Jerry Bonham (US)
- Briskeby (N)
- Brommage Dub (S)
- Burning Spear (JAM)
- Calm (JAP)
- Carpark North (DK)
- Cato Salsa Experiernce (N)
- Cause 4 Concern (UK)
- Nick Cave (AUS)
- Chico Cesar (BRA)
- Manu Chao (F/E)
- Tim Christensen (DK)
- Copenhagen (DK)
- Cordero & Lgd (CUB/DK)
- Corvine (N)
- The Cure (UK)
- Da Lata (bra/UK)
- The Dandy Warhols (US)
- Dear (DK)
- Deftones (US)
- Issac Selgardo (cub)
- DGP & MC Clemens & Hvid Sjokolade (DK)
- Diefenbach (DK)
- Bob Dylan (US)
- El Musico (S)
- Envelope (DK)
- Ex-girl (JAP)
- Faithless (UK)
- Feeder (UK)
- Feven (S)
- Filur (DK)
- The Flaming Sideburns (FIN)
- Lucien Foort (NL)
- Freestylers (UK)
- Fünf Sterne Deluxe (D)
- Garmarna (S)
- The Gathering (NL)
- Gletscher (DK)
- Gobsquad (DK)
- Gonzales (D)
- Grandaddy (US)
- Green Lizard (NL)
- Hammerfall (S)
- PJ Harvey (UK)
- The Haunted (S)
- Hell On Wheels (S)
- The Hellacopters (S)
- Håkan Hellström (S)
- The Hives (S)
- Danny Howells (UK)
- Indigo Sun (DK)
- Wyclef Jean (US)
- Jeans Team (D)
- JJ72 (IRL)
- Lo' Jo (F)
- Danko Jones (CAN)
- Karate (US)
- Karen (DK)
- Khaled (ALG)
- King Khan & His Sensational Shrines (D)
- Kitty Wu (DK)
- Lagbaja (NIG)
- Lindberg Hemmer Foundation (DK)
- Live Human (US)
- Madrugada (N)
- The Magnetic Fields (US)
- Sam Mangwana (CONGO)
- Mayhem (N)
- Mew (DK)
- Palle Mikkelborg (DK)
- Misty In Roots (UK)
- Modest Mouse (US)
- Morgan Heritage (US)
- Morris (DK)
- My Vitriol (UK)
- Nazarenes (ERITREA/S)
- Nação Zumbie (BRA)
- Nu Tempo (CUB/E)
- Ski Oakenfull (UK/F)
- Orishas (CUB)
- DJ Orkidea (FIN)
- Outlandish (DK)
- Ozomatli (US)
- Anthony Pappa (AUS)
- Peaches (D)
- Phoenix (F)
- Placebo (UK)
- Plaid (UK)
- Pornorama (DK)
- Portland (DK)
- DJ Pyro (DK)
- Queens of The Stone Age (US)
- Racing Ape (DK)
- Ram (HAI)
- Rebirth Brass Band (US)
- Red Warszawa (DK)
- Rizwan Muassam Qawwali Group (PAK)
- Royksopp (N)
- Raz Ohara (D)
- Sabah Habas Mustapha & The Jugala Allstars (UK/INDO)
- Safri Duo (DK)
- Saybia (DK)
- Señor Coconut (INT)
- Talvin Singh (UK)
- Slam (UK)
- Patti Smith (US)
- Sort Sol (DK)
- Spooks (US)
- St. Thomas & The Magic Club (N)
- Stereo MC's (UK)
- Stratovarius (FIN)
- Super Collider (D/UK)
- Swan Lee (DK)
- T-model Ford (US)
- Tahiti 80 (F)
- Temple Of Sound (UK)
- Thee Ultra Bimboos (FIN)
- George Thorogood (US)
- Tinariwen (MALI)
- DJ Tiësto (NL)
- Tool (US)
- Rokia Traore (MALI)
- Trulz & Robin (N)
- Tungtvann (N)
- TV-2 (DK)
- Saul Williams (US)
- Robbie Williams (UK)
- Wookie (UK)
- Wynona (DK)
- Neil Young (CAN)
- Yousef (UK)
- Zero 7 (UK)